# De Panne
De Panne (fr. La Panne) – miejscowość i gmina (gemeente) uzdrowiskowa w Belgii, w Regionie Flamandzkim, w prowincji Flandria Zachodnia, w okręgu Veurne. 1 stycznia 2024 liczyła 11 021 mieszkańców. Jest najbardziej na zachód położoną gminą w kraju. Leży na Wybrzeżu Belgijskim, nad Morzem Północnym, przy granicy z Francją.

## Podział administracyjny
W skład gminy wchodzi jedna dzielnica (deelgemeente): 
- Adinkerke (Adinkerque)

## Sport
Co roku pod koniec marca lub na początku kwietnia odbywa się tu wyścig kolarski Classic Brugge-De Panne.

## Współpraca
Miejscowości partnerskie:
- Bray-Dunes, Francja
- Hlohovec, Słowacja
- La Roche-en-Ardenne, Luksemburg
- Sainte-Adresse, Francja